# Kostas Kariotakis
Kostas Kariotakis (řecky Κώστας Καρυωτάκης; 30. října 1896 Tripolis – 20. července 1928 Preveza) byl řecký básník. Začal psát pod vlivem francouzského symbolismu, postupně však směřoval k poezii realistické a satirické. Jeho poezie byla, i vzhledem k psychickému rozpoložení autora (trpěl celoživotně depresemi), plná pesimismu, beznaděje, odmítavého postoje k životu, až nihilismu, byť postupně tyto pocity přerůstaly v trpkou ironii.

## Život
Jeho otec byl stavební inženýr, proto se rodina musela často stěhovat a Kostas tak navštěvoval hned několik základních škol. V Chanii roku 1913 odmaturoval na gymnáziu. Vzápětí se zapsal na Právnickou fakultu Kapodistriasovy univerzity. Absolvoval roku 1917. V roce 1918, ještě za války, byl v Soluni zatčen jako dezertér. Musel se nahlásit ke splnění vojenské služby, avšak zapsal se na Filozofickou fakultu a dostal odklad.
V roce 1919 se pokoušel rozjet svou vlastní právnickou kancelář, ale neuspěl. Ve stejném roce založil s přítelem satirický časopis Gamba. Měl úspěch, ale cenzura ho zakázala po pouhých šesti číslech.
Stal se poté vládním úředníkem, byl v této funkci různě přemisťován, nejprve do prefektury Arty, později do prefektury Kyklady a Attikoviotia. Roku 1923 byl ze svého místa propuštěn a nastoupil na Ministerstvo sociálních věcí. V dobrém postupu mu zabránilo, že se angažoval v odborech. Navíc se mu úřednická práce příčila a přispívala k jeho neustálým depresím. V jejich důsledku také roku 1928 spáchal sebevraždu zastřelením

## Dílo
První básně publikoval roku 1912, ještě jako gymnazista. V roce 1919 vydal svou první básnickou sbírku Ο πόνος του ανθρώπου και των πραγμάτων. Kritika ji přijata spíše vlažně.
Roku 1920 získal druhou cenu v básnické soutěži ve Filadelfii, a to za nevydanou sbírku Τραγούδια της πατρίδας. Cenu převzal jeho přítel Charilaos Sakellariadis, Kariotakis se zrovna léčil ve vojenské nemocnici v Athénách. Oceněná sbírka nikdy nevyšla, ale některé básně autor zařadil do druhé sbírky Νηπενθή, která vyšla roku 1921. Se Sakellariadisem napsal divadelní hru Pel-Mel. Třetí a poslední sbírku básní Ελεγία και Σάτιρες vydal roku 1927. Chtěl se poté vrhnout na prózu, ale deprese a sebevražedné sklony byly silnější.